# Haldano (filho de Ragnar)
Haldano (em latim: Haldanus ou Halfdanus; em nórdico antigo: Hálfdan, Halfdene ou Healfdene; em irlandês antigo: Albann; morreu em 877) foi um líder viquingue e comandante do Grande Exército Pagão que invadiu os reinos anglo-saxões da Britânia, começando em 865. De acordo com a tradição registrada nas sagas nórdicas, era filho de Ragnar Calças Peludas e seus irmãos incluíam Biorno Braço de Ferro, Ivar, o Desossado, Sigurdo Cobra no Olho, Hvitserk Camisa Branca e Uba. Foi o primeiro viquingue a ser rei da Nortúmbria e um pretendente ao trono do Reino de Dublim. Morreu na Batalha de Strangford Lough em 877 tentando pressionar a aclamação dos irlandeses.

## Biografia

Rotas do Grande Exército Pagão

Era filho de Ragnar e Aslauga e irmão de Biorno Braço de Ferro, Ivar, o Desossado, Huitserco Camisa Branca, Sigurdo Cobra no Olho e Uba. Era um dos líderes do Grande Exército Pagão que invadiu o Reino da Ânglia Oriental em 865. Pelas sagas nórdicas, a invasão foi organizada por Haldano, Ivar e Uba. como uma resposta a morte de seu pai nas mãos de Ela da Nortúmbria em 865, mas a historicidade dessa reivindicação é incerta. Os invasores são, normalmente, identificados como danos, embora o clérigo do século X, Asser, afirmou que os invasores vieram de "Danúbia", que se traduz como "a partir do Danúbio"; pelo Danúbio estar situado no que era conhecido em latim como Dácia, sugere que Asser, na verdade, quis dizer Dânia, um termo latino para Dinamarca.
No outono de 865, o exército desembarcou na Ânglia Oriental onde permaneceram durante o inverno e asseguraram os cavalos para seus esforços posteriores. No ano seguinte, o exército marchou ao norte e invadiu a Nortúmbria, que estava no meio de uma guerra civil entre Ela e Osberto, pretendentes rivais ao trono. No final de 866, o exército conquistou a rica Iorque. No ano seguinte, os reis colocaram suas diferenças de lado e se uniram para retomar a cidade. A tentativa foi um desastre, e ambos perderam suas vidas. Sem um líder destacado, a resistência nortúmbria foi esmagada e os danos colocaram um rei-títere, Egberto I, para governar em seu nome e arrecadar impostos ao seu exército.
Mais tarde no mesmo ano, o exército moveu-se para sul e invadiu o Reino da Mércia, capturando Nottingham, onde invernaram. O rei da Mércia, Burgredo, respondeu se aliando ao rei da Saxônia Ocidental, Etelredo, e com uma força combinada cercaram a cidade. Os anglo-saxões não conseguiram recapturar a cidade, mas uma trégua foi acordada, pela qual os danos se retirariam a Iorque, onde permaneceram por mais de um ano, ganhando forças para mais invasões. Os danos voltaram à Ânglia Oriental em 869, desta vez com a intenção de conquista. Tomaram Thetford para ali invernar, mas foram confrontados por um exército da Ânglia Oriental. O exército anglo foi derrotado e o seu rei, Edmundo, foi morto. A tradição medieval identifica Edmundo como um mártir que recusou às ordens danas de renunciar a Cristo e foi morto pelo seu cristianismo resoluto. Ivar e Uba são identificados como os chefes dos danos e os assassinos de Edmundo, e não se sabe que parte, se é que há, Haldano tomou.
Após a conquista de Ânglia Oriental, Ivar, aparentemente, deixou o exército - seu nome desaparece dos registros em inglês depois de 870. No entanto, ele é geralmente associado a Imar, um rei nórdico de Dublim que morreu em 873. Com Ivar na Irlanda, Haldano tornou-se o principal comandante do exército e, em 870, liderou uma invasão a Saxônia Ocidental. Tempos depois, vários guerreiros viquingues vieram da Escandinávia como parte do Grande Exército do Verão liderado por Bagsecg, reforçando fileiras do exército de Haldano. Segundo a Crônica Anglo-Saxônica, os danos combateram forças da Saxônia Ocidental nove vezes, incluindo a Batalha de Ashdown, em 8 de janeiro de 871, e dois meses depois, na Batalha de Marton. No entanto, os saxões não puderam ser derrotados, e Haldano aceitou uma trégua de Alfredo, recém-coroado rei da Saxônia Ocidental.

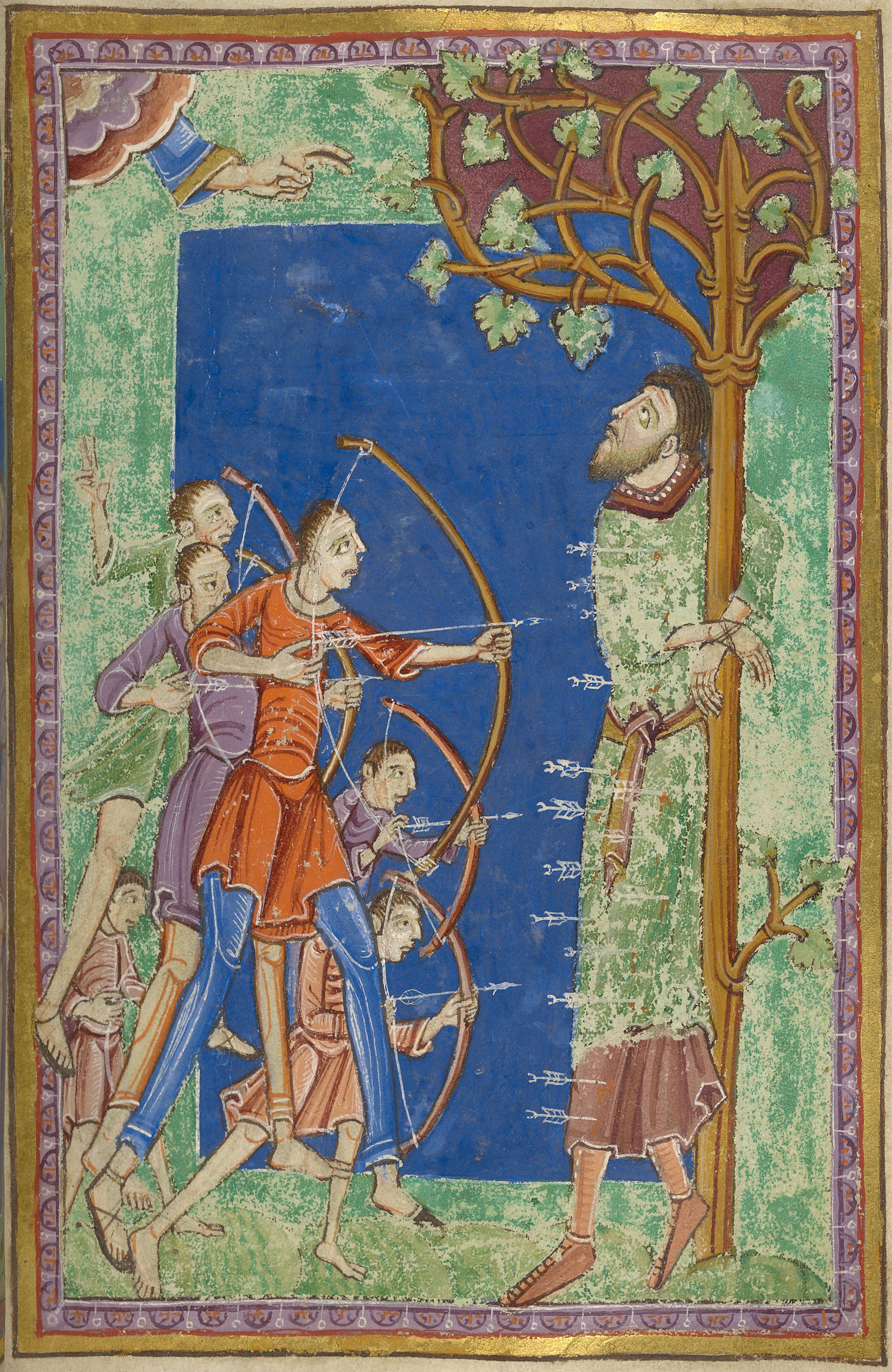
Iluminura da execução de Edmundo

O exército retirou-se à cidade capturada de Londres e ficou lá durante o inverno de 871/872. Moedas cunhadas em Londres durante o período ostentam o nome de Haldano, identificando-o como o líder do exército. No outono de 872, o exército voltou à Nortúmbria para reprimir uma revolta contra Egberto, seu rei-títere. No entanto, essa explicação ao movimento ao norte tem sido contestada, e foi sugerido que a transferência foi resultado de uma guerra com a Mércia. Em qualquer caso, o exército passou o inverno em Torksey e então em Repton um ano depois. O exército finalmente conquistou Mércia em 874, e seu rei, Burgredo, foi deposto e substituído por um fantoche, Ceolvulfo.
Passada a vitória, o exército se dividiu em dois – metade sob Gutrum, rumo ao sul, para continuar a lutar contra a Saxônia Ocidental, e metade sob Haldano rumo ao norte, para lutar contra os Pictos e Britanos da Cúmbria. Segundo os Anais de Ulster, Agostinho de Dublim foi "dolosamente" morto em 875 por "Albano", um personagem que se acredita ser Haldano. Seu irmão Ivar governou a cidade antes de sua morte em 873 e parece que a campanha de Haldano foi uma tentativa de recuperar o reino perdido do irmão. Independe disso, Haldano não permaneceu na Irlanda: em 876 ele e suas forças voltaram à Nortúmbria, e instalou-se numa área em grande parte coextensiva ao antigo Reino de Deira, com a porção setentrional da Nortúmbria sob domínio anglo-saxão. Fontes, por vezes, intitulam-o rei de Iorque em 876.
Parece que o governo de Haldano em Dublim não era seguro e ele foi deposto enquanto estava em Iorque. Haldano voltou à Irlanda em 877 para tentar retomar a cidade, mas foi recebido por um exército de "Pagãos Justos" – um termo controverso geralmente usado para se referir à população viquingue que estava na Irlanda havia muito tempo, ao contrário do recém-chegados "Pagãos Escuros", dos quais Haldano era um. As forças se encontraram na Batalha de Strangford Lough e ele foi morto. Seus homens que restaram retornaram à Nortúmbria pela Escócia, batalhando ao longo do percurso, no qual Constantino I, o Rei dos Pictos, foi morto. Parece que os nórdicos da Nortúmbria estiveram satisfeitos em permanecerem sem rei até 883, quando Godofredo foi feito rei.

## Historicidade
Haldano e seus irmãos são considerados figuras históricas, embora a opinião a respeito de seu suposto pai esteja dividida. Segundo Hilda Ellis Davidson, escrevendo em 1979, "alguns estudiosos, nos últimos anos, têm aceito, ao menos, parte da história de Ragnar, como baseada em fatos históricos". Katherine Holman, por outro lado, conclui que "apesar de seus filhos serem figuras históricas, não há evidências de que Ragnar tenha existido, e ele parece ser um amálgama de várias figuras históricas diferentes e pura invenção literária."